# Henriette Henriksen
Pour les articles homonymes, voir Henriksen.
Henriette Henriksen-Løge, née le 12 juin 1970 à Stavanger, est une ancienne handballeuse internationale norvégienne. Elle a notamment évolué au IL Vestar.
Avec l'équipe de Norvège, elle participe notamment aux jeux olympiques de 1992 où elle remporte une médaille d'argent.

## Palmarès

### Sélection nationale
- Jeux olympiques
  -  médaille d'argent aux Jeux olympiques de 1992, Barcelone,  Espagne